# Makoto Tanaka
Makoto Tanaka, född 8 augusti 1975 i Shizuoka prefektur, Japan, är en japansk fotbollsspelare.